# Antônio Dino da Costa Bueno
Antônio Dino da Costa Bueno (Pindamonhangaba, 15 de dezembro de 1854 — São Paulo, 27 de fevereiro de 1931) foi um advogado, juiz, professor e político brasileiro.

## Carreira
Em 1896 foi nomeado secretário do Interior do estado de São Paulo, durante a presidência de Campos Sales. Foi diretor da Faculdade de Direito de São Paulo de 1908 a 1912.
No Senado do Congresso Legislativo do Estado de São Paulo, foi presidente de 17 de julho de 1924 a 24 de outubro de 1930, sucedendo a Jorge Tibiriçá Piratininga.

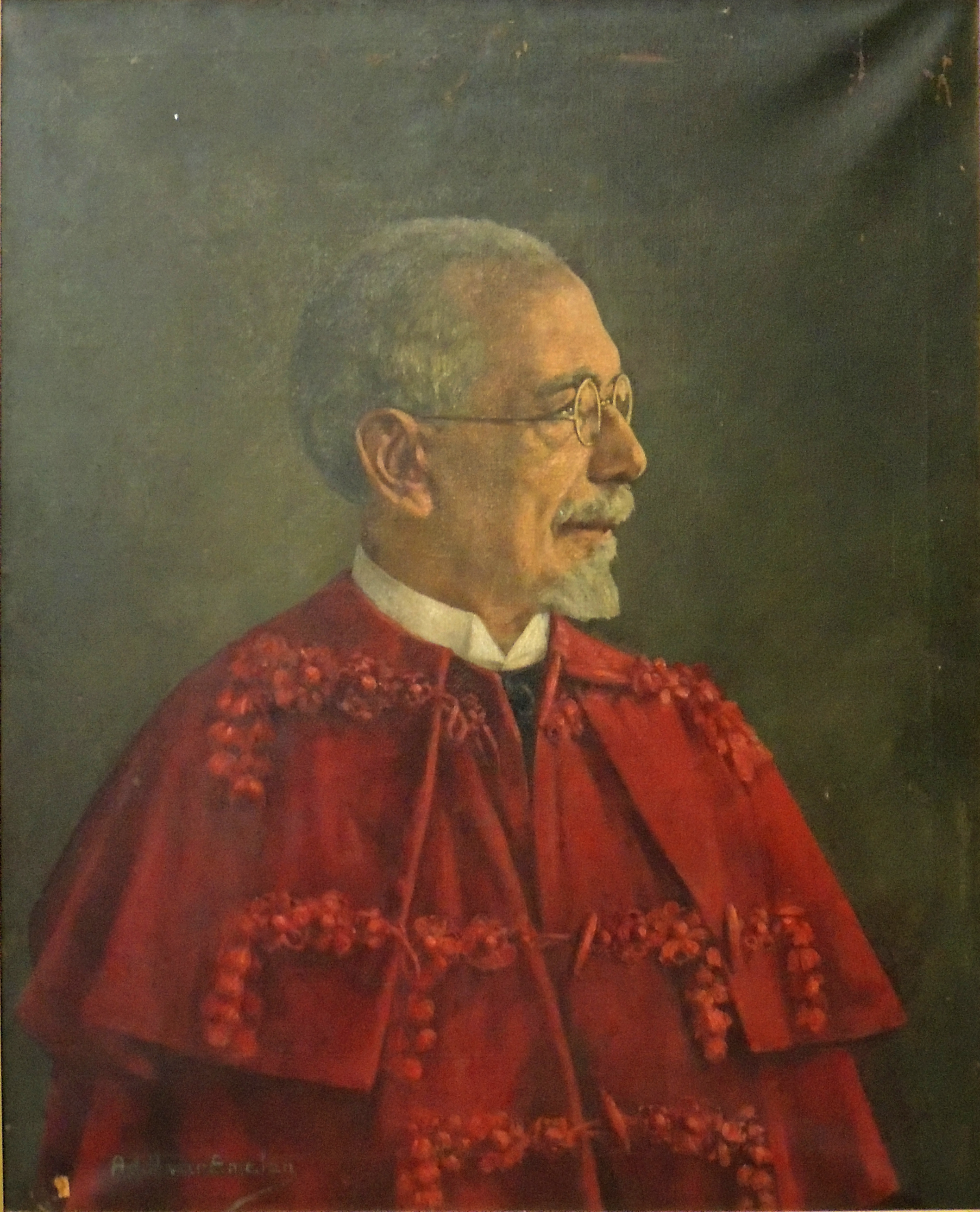
Retrato realizado por Adrien Henri Vital van Emelen.

Como presidente do Senado Estadual de São Paulo, foi proclamado presidente interino do Estado de São Paulo após a morte do titular do cargo, Carlos de Campos, cargo que exerceu de 27 de abril a 14 de julho de 1927, quando entregou o governo ao presidente eleito do estado Júlio Prestes.